# Exército Defensor da Soberania Nacional
O Exército Defensor da Soberania Nacional da Nicarágua (em castelhano:  Ejército Defensor de la Soberanía Nacional de Nicaragua, EDSN) foi um exército guerrilheiro organizado e liderado pelo general Augusto César Sandino, que em sua fase inicial operava no departamento de Nueva Segovia, no norte da Nicarágua, mas posteriormente abrangeu quase todo o território nacional, com exceção da área ocupada pelos atuais departamentos de Manágua, Masaya, Granada, Carazo e Rivas (embora neste último tenha havido uma tentativa de invasão).
A poetisa chilena Gabriela Mistral o descreveu como "esse pequeno exército louco de vontade de sacrificar", em artigo publicado no jornal El Mercurio, de Santiago do Chile, em 4 de março de 1928.
O jornalista basco Ramón Belausteguigoitia Landuce, que teve a oportunidade de visitar o acampamento de Sandino por algumas semanas, descreve suas tropas da seguinte forma:
O ar de todos eles era áspero, e podia-se adivinhar a ferocidade dos homens forçados a viver na selva por anos inteiros. A característica comum era o laço vermelho e preto que adornava o chapéu. Muitos usavam um grande lenço da mesma cor amarrado no pescoço. As armas eram um rifle e o machete que carregavam pendurados em seus cintos. Alguns carregavam duas pistolas e algumas bombas manuais...